# Musse Piggs universum
Musse Piggs universum är ett fiktivt universum befolkat av seriefigurer skapade av Walt Disney med flera.
Liksom Kalle Ankas universum kretsar det kring Ankeborg, och ursprungligen var Kalles och Musses serievärld en och samma. Med tiden har dock de två drivit ifrån varandra, och numera är det endast i undantagsfall en figur från Kalles värld dyker upp i en Musse-serie, och vice versa.
Enligt amerikansk och italiensk serietradition bor Musse och Kalle i olika städer; Kalle i Duckburg (Ankeborg) och Musse i Mouseton (eller Mouseville). I den danska traditionen – som är den i Sverige rådande – bor dock även Musse i Ankeborg, andra teorier är att de båda bor i Ankeborg men i olika stadsdelar där stil och arkitektur skiljer sig något. När det anges att Musse inte bor i Ankeborg utan i en annan stad har den fått heta "Musseberg" på svenska.

## Figurer

### Figurer från tidiga kortfilmer
Precis som Kalle Ankas universum grundlades världen kring Musses i Walt Disneys första kortfilmer. Men i motsats till Kalle som har haft en ganska konstant utveckling av världen kring sig, har Musse, liksom hans omvärld, under de 80 år han funnits på film, i TV och i serier gått igenom en mängd olika inkarnationer. Kärnfigurerna kring honom har dock varit desamma som skapades under hans första årtionde, även om somliga figurer från denna epok inte längre är så vanligt förekommande.
Till skillnad från vad man kan tro, är Musse Pigg själv faktiskt inte den äldsta figuren i vad det som idag kallas Musse Piggs universum. Hans ärkefiende Petter slår honom med tre år - till en början var han skurk i kortfilmer med andra hjältar än Musse.
- Svarte Petter (Pete, skapad 1925)
- Musse Pigg (Mickey Mouse, 1928)
- Mimmi Pigg (Minnie Mouse, 1928)
- Klarabella (Clarabelle Cow, 1928)
- Klasse (Horace Horsecollar, 1929)
- Pluto (Pluto, 1930)
- Jan Långben (Goofy, 1932)
- Fifi (Fifi, 1933)
- Klara Kluck (Clara Cluck, 1934)
- Bister (Butch, 1940)
- taxen Dinah (Dinah, 1942)
- Figaro (Figaro, skapad för Pinocchio, 1940, införlivad i Musses värld 1946)

### Paul Murry& C:o
Paul Murry har kallats "Musses Carl Barks", men det är en liknelse som har sina svagheter. Först och främst skrev Murry inga av sina serier på egen hand, utan tecknade efter andras manus. De flesta ankister skulle nog dessutom säga att den verklige mus-mästaren är Floyd Gottfredson. Men det finns också flera gemensamma nämnare mellan Barks och Murrys inverkan på sina respektive serieuniversum. Båda arbetade för den amerikanska utgivaren av Disneyserier - Western Publishing - och kom att bilda skola för många såväl samtida som senare serieskapare när det gäller såväl figurernas utseende som upplägget på historierna, och det persongalleri de använde sig av kom att bli det mest använda även bland andra tecknare. Här listas därför de figurer som figurerade i Murrys serier, även om en handfull av dem skapades före Murrys tid som tecknare. Det ska dock sägas att det var under Murrys tid som dessa figurer växte (eller, kanske somliga skulle säga, trubbades av), från att ha varit marginella, men inte desto mindre färgstarka, bifigurer, till att få den form som vi är vana vid att se dem idag.
Murry var dock långt ifrån den ende mustecknaren på Western - bland hans samtida kan framför allt nämnas Jack Bradbury, Jack Manning, Bill Wright och Dick Moores, samt Tony Strobl, som dock huvudsakligen förknippas med Kalle Anka.
- Teddi och Freddi (Morty and Ferdie Fieldmouse, skapade av Floyd Gottfredson 1932)
- Kapten Kyrkråtta och Ville (Captain Nathanael Churchmouse och Spooks, skapade av Floyd Gottfredson 1932)
- Kommissarie Karlsson (Chief O'Hara, skapad av Floyd Gottfredson 1939)
- Spökplumpen (The Phantom Blot, skapad av Floyd Gottfredson 1939)
- Skärlock Holmes (Shamrock Bones, 1952)
- Gilbert (Gilbert, 1954)
- Borstis och Dum-Dum (Scuttle och Dum-Dum, 1957)
- Dr. Dunkelfink och Fumbel (Doc Finkelstein och Shrimp, 1958)
- Tuttan och Nuttan (Millie and Melody, 1962)
- Stål-Långben (Super Goof, 1965)
- Putte och Knölen (Idgit the Midgit och Dangerous Dan McBoo, 1966)
- Stål-Gilbert (Super Gilly, 1966)

### Floyd Gottfredsonsstjärnor
Även om världens Musseälskare har mycket att tacka Paul Murry för, är de flesta fans överens om att den som är ansvarig för flest klassiska Mussehistorier är tecknaren och författaren Floyd Gottfredson, som jobbade med Musses dagspresserie från 1930 till 1975. Speciellt perioden fram till 1955 skattas mycket högt - under dessa guldår bestod Musse-strippen av en mängd längre äventyrsserier (av samma typ som till exempel Fantomen och Modesty Blaise) som tog Musse på äventyr över hela världen - precis som Carl Barks Kalle Anka gjorde i serietidningarna under samma tid. Efter 1955 bestod dock Musse-serien enbart av korta skämtserier, av samma snitt som till exempel Al Taliaferros Kalle Anka-strippar och andra serier som Snobben och Knasen.
Under Gottfredsons guldår skapades en mängd färgstarka personligheter. En handfull av dem (se ovan) fick fortsatt förtroende under Paul Murrys och andra amerikanska och nordeuropeiska serieskapares penna. De flesta fick det inte. Dock har man sedan 1990-talets slut börjat återupptäcka flera av dem, och nu är många av dem sakta på väg att återta sin plats i Musses universum.
- Farbror Mortimer (Uncle Mortimer Mouse, 1930)
- Fusky Mutkolv (Advokat Fusky) (Sylvester Shyster, 1930)
- Markus Pigg (Marcus Mouse, 1930)
- Berra (Butch, 1930)
- Singoalla So (Patricia Pigg, 1930)
- Ex, Dublex & Triplex (Ecks, Doublex & Triplex, 1932)
- Kapten Doberman (Captain Dobberman, 1933)
- Tristan (Gloomy, 1933)
- Snorre Snabel (Eli Squinch, 1934)
- Orango Pirat (Dr. Vulter, 1935)
- Ture Trigger (Trigger Hawkes, 1936)
- Gotthold Edelrott (Montmorency Rodent, 1936)
- Professor Müstic (Professor Einmug, 1936)
- Inspektör Klovén (Mr. Casey, 1938)
- Rulle Rörtång (Joe Piper, 1938)
- Professor Benmjöl (Professor Dustibones, 1940)
- Eta Beta (Eega Beeva, 1947)
- Pflipp (Pflip, 1947)
- Korpus (Ellsworth, 1949)

### Figurer från de mörka decennierna
Under 1970- och 1980-talen föll kvaliteten på de Musse-serier som publicerades i Nordamerika och norra Europa avsevärt. Tecknare som Tello gjorde sitt bästa för att lyfta serierna till den nivå de haft under Murrys glansdagar, men slet förgäves med allt tunnare detektivhistorier. Försök av serieskaparstaberna i USA och Danmark att gjuta liv i Musse-serierna resulterade i allt från utflykter i historien och Sherlock Holmes-parodier till äventyr med transportfirman Zoom. Bland de mer lyckade försöken kan nämnas de James Bond-parafraser som bl.a. den skicklige Cèsar Ferioli tecknade för den franska Disneyseriefabriken.
Av någon anledning började även figurgalleriet i Musse-serierna att minska i storlek under den här perioden. De äldre figurerna fortsatte att leva en allt mer tynande tillvaro, och de nya figurer som skapades blev sällan långlivade. Delvis som en följd av detta är figurerna i Musses universum än idag betydligt färre och, framför allt, mer okända än de i Kalles.
Bland de Musse-figurer som skapades för 1970- och 1980-talens ostadiga Musse-serier är det enbart några få som har satt något större avtryck i historien, och än färre som förtjänar att lyftas fram.
- Spårlock (The Sleuth, 1975, amerikanska serier)
- Faster Mittbena (Aunt Tessie, 1976, huvudsakligen amerikanska och brasilianska serier)
- Sport Goofy (Sports-Goofy, 1979, huvudsakligen franska och danska serier)
- James Blund (James Ding, 1987, huvudsakligen franska serier)

### Figurer från Musse-seriens renässans
I mitten av 1990-talet verkade så luften helt ha gått ur Musse och hans värld, när plötsligt historien I fantasins klor (på svenska i Kalle Anka & C:o nummer 34-36/1994) slog de få kvarvarande Musse-fansen med häpnad. Tecknade gjorde ovan nämnde Ferioli och för manuset stod ankisten och serieförläggaren Byron Erickson. Borta var de småborgerliga och snusförnuftiga översittardrag som Musse hade lagt till sig med under de gångna decennierna och Ericksons Musse porträtterades nu istället som den pojkaktigt nyfikne äventyrare som en gång i tiden hade fått fritt spelrum i Gottfredsons gamla äventyrsserier. Influenserna från Gottfredson märktes inte minst i det att Musse nu hade återfått sina gamla, klassiska röda kortbyxor som hade lagts på hyllan i början av 1950-talet.
Sedan dess har Musse och hans vänner lyckats repat sig avsevärt, mycket tack vare manusförfattare som framför allt Erickson, Pat & Carol McGreal, David Gerstein och Michael T. Gilbert. Förutom att flera av Gottfredsons ovan nämnda figurer har återuppväckts, har en grupp nya personligheter av Gottfredsonska snitt sett dagens ljus.
- Professor Terbius (Doc Static, 1995)
- Bosse Brutal (Muscles McGurk, 1995)
- Pontus Pinal (Dexter Dingus, 1998)
- BK Blåbären (Riverside Rovers, 1999)
- Pär Primat (Sam Simian, 2000)

### Italienska figurer
Om kvaliteten på Musse-serierna i USA och Nordeuropa kunde sägas dala konstant från mitten av 1950-talet fram till mitten av 1990-talet, var utvecklingen inte fullt så dyster i Italien. Precis som Romano Scarpa och de andra italienska Disneykreatörerna förvaltade och vidareutvecklade stämningen från Carl Barks ankserier, lyckades man också behålla mycket från Gottfredsons Musse-serier (inklusive flera av hans figurer). Man har också genom årens lopp skapat ett flertal nya figurer, varav några lyckats slå igenom även i Sverige - främst då i Kalle Ankas Pocket. Som alltid med de italienska serierna har dock figurernas namn varit inkonsekventa i de svenska översättningarna.
Förutom Scarpa har även Massimo De Vita och Bruno Sarda bidragit mycket till det italienska Musses universum.
- Atominus (Atomino Bip-Bip, 1959)
- Trudy (Trudy, 1960) Svarte-Petters käresta.
- Faster Mussefina (Topolinda, 1960)
- Klark (Bruto, 1975)
- Alkattone (Plottigat, 1977)
- Professor Zapotec (Professor Zapotec, 1979)
- Zenobia (Zenobia, 1983)
- Professor Marlin (Professor Marlin, 1985)
- Indiana Jöns (Indiana Pipps, 1988)
- Dr. Pumpernickel (Kranz, 1988)
- Eurasia Musy (Eurasia Tost, 2003)

### Övrigt
Precis som Kalle Ankas universum har även Musses tolkats av de brasilianska Disneyserieskaparna. Dock har man när det gäller Musse-serierna i relativt stor utsträckning hållit sig till de amerikanska och europeiska persongalleriet och inte skapat så många nya figurer. Då de brasilianska Musseserier som nått Sverige om möjligt är än mer lätträknade än de Kalleserier som kommit hit, är dessa serier så gott som helt okända i Sverige.
Nära besläktat med Musses universum är också persongalleriet i TV-serien Långbens galna gäng, som även förekommit som tecknade serier. Musse själv förekommer dock inte i denna serie, som istället kretsar kring Långben och Svarte-Petter och deras (för serien skapade) familjer.
Andra TV-serier som utspelar sig i Musses universum är Hos Musse och Musses verkstad. Ingen av dessa serier gav dock upphov till några nya figurer. Värt att notera är dock att i dessa TV-serier har Kalles och Musses universum flutit samman igen - således en återgång till 1930-talets värld.